# Moderskapsförsäkring
Moderskapsförsäkringen, ursprungligen moderskapspenning, var en inkomstförsäkring i Sverige som gav kvinnan rätt till ersättning för vård av barn. Försäkringen infördes 1931, och upphörde att gälla 1974 då den ersattes av föräldraförsäkringen.
Moderskapspenning gavs som ett generellt bidrag till alla kvinnor. Synen på försäkringen som ett bidrag speglar 1930-talets bild av kvinnan som icke-förvärvsarbetande. Det är först 1955 som moderskapsförsäkringen blir baserad på inkomstbortfall och försäkringen täcker då tre månaders bortavaro.

## Bakgrund
Det första förarbetet om moderskapspenning lämnades 1911. Enligt arbetarskyddslagstiftningen var nyblivna mödrar förbjudna att arbeta den närmsta tiden efter förlossningen och man ville komplettera denna föreskrift med bestämmelser om rätt till ekonomiskt understöd till kvinnan. Lagstiftningens förbud gällde endast kvinnor i industriellt arbete och därför var det tänkt att den ekonomiska kompletteringen skulle vara begränsad till kvinnor i detta område. Förslaget gick ej igenom då man väntade på en obligatorisk sjukförsäkring, istället antogs ett förslag om statsbidrag till sjukkassan. Från och med 1913 så fungerade detta som en typ av moderskapshjälp för barnföderskor som varit sjukförsäkrade mer än 270 dagar.
År 1926 föreslogs på nytt att kvinnor som arbetade inom industrin skulle få moderskapsunderstöd. Detta då de enligt arbetarskyddslagen hade rätt till två veckor ledighet innan födsel och i princip var skyldiga att inte arbeta de närmsta sex veckorna efter födsel. Under denna tid hade kvinnan rätt till statligt understöd med samma belopp som en hel sjukpenning, ungefär två tredjedelar av lönen. Riksdagen ansåg att det fanns starka grunder för förslaget om moderskapsunderstöd men ansåg att förslaget skulle täcka en större del av befolkningen. Det ledde till ett nytt förslag 1929 som inkluderade barnaföderskor som på grund av arbetarskyddslagen blivit tvungna att avstå från arbete. Förslaget blev kritiserat under remissförfattandet och omarbetades till det förslag som år 1931 ledde till en lagförändring.

## Moderskapspenningen blir officiell

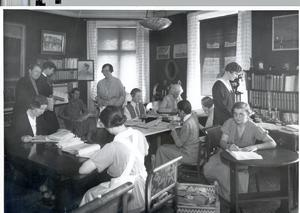
De tongivande aktörerna för moderskapspenning (1935).

År 1931 blev moderskapspenning officiell. Moderskapspenningen ingick i den godkända moderskapshjälpen som även innefattade ersättning för barnmorskevård. Detta skedde i samband med sjukkassereformen som tog plats samma år. Moderskapspenningen kom därför bara att utgå till de kvinnor som vart medlemmar i sjukkassan under oavbrutet 270 dagar eller mer. Undantag ägde rum om kvinnan utträtt ur kassan men vunnit återinträde inom denna tid och innan utträdet vart medlem i minst 270 dagar. Moderskapshjälpen kom därför att kompletteras av ett moderskapsunderstöd som riktade sig till de som hade det svårt ekonomiskt och ej var medlemmar i sjukkassan eller vart det under en period kortare än 270 dagar. Moderskapsunderstödet var i sin tur behovsprövad. Tanken var dock inte att moderskapsunderstödet skulle utgöra en fullständig ersättning utan ersätta förlossningen. Tanken med detta var att man ville att fler kvinnor skulle ansluta sig till sjukkassan.

## Utvecklingen mellan 1931 och 1974

### Utveckling under 30-talet
Under 1930-talet var nativiteten ständigt sjunkande i Sverige och det väcktes ett intresse för befolkningsfrågan. I och med det tillsattes en befolkningskommission vars uppdrag var att se om det var möjligt att ordna ett effektivare ekonomiskt stöd åt barnaföderskor. År 1937 godkändes och infördes den förebyggande mödra- och barnavården som innebar att barnaföderskor fick en stor höjning av statsbidraget. Vården var kostnadsfri och var tillgänglig för alla som var medlemmar i sjukkassan till skillnad från moderskapspenningen som endast 8 % av befolkningen kvalificerade sig till. 
Överlag ansågs dock den hjälpverksamhet riktad till barnaföderskor otillräcklig då en stor procentuell del av alla barnaföderskor stod utanför hjälpverksamheten. 1936 föreslogs därför stora förändringar av hjälpverksamheten så att alla barnaföderskor hade möjlighet att ta del av hjälpen. Regeringen förkastade det nya förslaget inom flera områden men en proposition och två förordningar tillkom ändå som resultat. Kommissionen ansåg dock att den dominerade hjälpformen, moderskapshjälpen, var otillräcklig och att en reform av hjälpformen var otillräcklig utan att systemet behövde göras om från grunden då den förlorat sin mening. Den dåvarande hjälpen innebar nämligen att de med sämre ekonomi behovsprövades medan de med bättre ekonomi hade möjlighet att få statsbidrag genom att bli medlemmar i sjukkassan. Det bestämdes att varje barnaföderska skulle erhålla ett bidrag kallat moderskapspenning och de med behov av extra hjälp skulle även erhålla mödrahjälp. Moderskapspenningen avsikt var att stå för kostnader som resa, hemhjälp efter förlossningen samt tvungen utrustning till barn och mamma.
Förordningen om moderskapspenningen reglerades 11 juni 1937 och kom nu att innebära att alla kvinnor som stod utanför moderskapshjälpen skulle ha rätt till 75 kronor i form av en moderskapspenning. Moderskapspenning utgick endast till kvinnor som var skrivna i Sverige samt svenska medborgare. Undantag rådde dock om kvinnan var intagen på straffanstalt eller motsvarig anstalt, alkoholistanstalt, tvångsarbetesanstalt, ungdomsvårdsskola och om de var intagna på en anstalt för sinnesslöa, fallandesjuka eller kroniskt sjuka. Samt om de fick permanent försörjning av fattigvårdenen.

### Utveckling under 40-talet
Efter 1937 års nya förordning om moderskapspenning och mödrahjälp så förblev systemet nästan oförändrat fram 50-talet, dock skedde stora förändringar i hur stödet fungerade i praktiken. Det visade sig bland annat att de stödformer som tillkommit under 30-talet fick en mycket större omfattning än man tidigare räknat med då en större mängd barnaföderskor var i behov att det ekonomiska stöd som hjälpen var ämnad för. I mitten av 1940-talet, 1944, så tog 47% av alla barnaföderskor hjälp av moderskapspenningen. Den moderskapshjälp som sjukkassorna betalade ut gick till mellan 92 och 94% av alla barnaföderskor. Sjukkassornas medlemsantal växte ständigt under 1940-talet vilket resulterade i att den av försäkringen utbetalda moderskapshjälpen ökade från 24% till 76% mellan åren 1938 och 1949. I mitten av 1940-talet kom väldigt stora barnkullar och verksamheten nådde sin höjdpunkt då i och med att mer än 125 000 barnaföderskor fick stöd. Under samma tid kom även förslag Socialvårdskommittén att införa ett moderskapsbidrag som var ämnat för alla barnaföderskor och med det ta bort den behovsprövande moderskapshjälpen. Förslaget gick inte igenom men visar på en ny syn på barn och moderskap då man sätter barnets behov i centrum.

### Utveckling under 50-talet
Under 50-talet fortsatte andelen kvinnor i arbetslivet att öka och 1950 var 1/3 kvinnor i åldrarna 15-65 var yrkesvan. Redan i slutet av 40-talet hade man börjat se tendenser till detta när mellan åren 1946 och 1950 andelen gifta kvinnor i arbetslivet ökade med mer än 50% medan andelen gifta kvinnor endast ökade med 8% under samma tid. Kvinnor överlag och gifta kvinnor som tidigare arbetat inom hemmet blev under 50-talet en mycket större del av den procentuella arbetskraften. I början av 50-talet fanns fortfarande inga lagar som garanterade anställning eller ersättning för den lön hon gick miste om vid havandeskap då många var tvungna att avstå från arbete en viss tid innan och efter födsel. Först år 1955 gick den allmänna sjukförsäkringen från år 1946 igenom. Lagen om sjukförsäkringen innebar i grunden samma sak som när den utfärdats på 40-talet. Den frivilliga sjukförsäkringen skulle ersättas med en allmän som alla svenska medborgare samt utländska som var mantalsskrivna i Sverige skulle ha rätt till från 16-års ålder.
1952 antog Internationella arbetsorganisationen en konvention som skulle innebära att kvinnor som väntade barn och var förvärvsarbetare hade rätt till ledighet innan och efter födsel, ersättning för förlorad lön samt avbrott under arbetstid för att amma och skydd mot uppsägning. Detta förslag godkändes dock ej av Sverige. 
Hjälpen vid havandeskap från staten var ett hett samtalsämne under 50-talet och började kritiseras då man var överens om att den var otillräcklig och splittrad. Med detta menades att ersättningen var för låg och att uppdelningen mellan mödrahjälp, moderskapspenning och moderskapshjälp var förvirrande och försvårande. Socialförsäkringen fick därför i uppdrag att utreda hur väl den redan etablerade hjälpen fungerade och märkte snabbt att hjälpen var otillräcklig och med detta även skadlig för både barn och moder. Det fanns även en rädsla för att barnaföderskor skulle sjukskriva sig och använda den nya och obligatoriska sjukskrivningen för besvär innan och efter födsel och att den då istället hade behövt stå för dessa kostnader utan att personen i fråga var hemma på grund av sjukdom vilket hade påverkat systemet negativt. För att kunna godkänna den Internationella arbetsorganisationens konvention från 1952 var Sverige även tvungna att erbjuda ersättning vid inkomstbortfall för den många gånger tvungna ledigheten före och efter födsel eller på grund av annat relaterat till havandet.
Betänkandet presenterade i SOU 1954:4 och ledde till att det samma år antogs en obligatorisk moderskapsförsäkring. Moderskapsförsäkringen innebar att varje barnaföderska skulle ha rätt till moderskapshjälp och moderskapspenning. Moderskapshjälp innebar att man hade rätt till ersättning vid förlossningsutgifter. För att få denna ersättning behövde man kunna visa upp ett intyg på att man var gravid, fött barn och att barnet var vid liv 10 dagar efter födsel. Intyget behövde komma från en läkare eller barnmorska. Moderskapspenning är kontanta bidrag och för att kunna utnyttja dessa krävdes det att kvinnan inte suttit häktad, i fängelse, på en alkoholistinstalt eller av annan anledning tagits i försvar på de allmännas bekostnad. 

### Utveckling under 60-talet
Under 1960-talet började välfärden diskuteras i mer jämställt syfte. Den dåvarande moderskapsförsäkringen var skapad efter enförsörjningsfamilj där det var pappan i familjen som stod för inkomsten. Förslaget var att man istället skulle ta fram en försäkring för en tvåförsörjningsfamilj där kvinnan och mannen hade mer jämlika roller. Moderskapsförsäkringen hade även bundits upp vid flera allmänna sjukförsäkringar som införts vid samma tid och detta resulterade i lagen om allmän försäkring 1962. Den allmänna försäkringen utvecklades mycket under 60-talet. Den gick från en moderskapspenning med en grundpenning på 270 kronor för ett barn och 405 vid fler till en moderskapspenning på 1080 kronor för ett barn och ett tillägg på 540 kronor för varje ytterligare barn.  Även kraven tilläggspenningen ändrades. Då grundpenningen låg på 270 kronor hade man rätt till tilläggspenning om man före födseln eller det beräknade datumet haft en årsinkomst på minst 1800 kr i 270 dagar. När moderskapspenning låg på 1080 kronor hade kvinnor som vart tvungna att sluta sitt arbete på grund av graviditet och födsel rätt till tilläggssjukpenning i 180 dagar om kvinnan minst 9 månader innan födsel varit placerade i en sjukpenningsklass som var över grundsjukpenningen. 

### Utveckling under 70-talet
Debatten och kampen för jämställdhet fortsatte under 70-talet. Tvåförsörjningmodellen fick större fäste i samhället och stöd från flera politiska håll vilket resulterade i en politik som var mer inriktad på jämställdhet. I och med tvåförsörjningmodellens genomslag kom moderskapsförsäkringen att bli ersatt av föräldraförsäkringen 1974. Syftet med den nya försäkringen var att kvinnor skulle få det lättare att ta steget ut på arbetsmarknaden och att föräldrarnas roller skulle bli mer jämställda.